# Некромент
«Некромент» — сатирический рассказ российского писателя Виктора Пелевина. Появился в печати в 2008 году в составе сборника «П5: прощальные песни политических пигмеев пиндостана».

## Содержание
Рассказ построен как журналистское расследование. При этом разговорные формы и жаргонизмы материала позволяют отнести его к публикации «жёлтой прессы».
Главный герой рассказа, генерал Крушин, изначально служит обычным московским регулировшиком. По случайному стечению обстоятельств он попадается на глаза политтехнологам, которые делают из него политического «клоуна». Вскоре он становится генералом и замначальником московского ГАИ. Крушин идентифицирует себя как русский националист. Он периодически появляется в СМИ, где выступает с антиамериканскими и антисемитскими заявлениями, принимает участие в политических ток-шоу. Опросы общественного мнения показывают уверенный рост политического рейтинга Крушина.
За пиар генерала Крушина, как и за его политические высказывания, отвечают политтехнолог Макар Гетман и «многоцелевой мыслитель» Гойда Орестович Пушистый. Однако главным духовным ментором Крушина является философ Дупин.
Крушин становится приверженцем учения Дупина. Согласно этому учению, «человек умирает не весь, и некоторые его тонкие тела … сохраняются после смерти». В частности, сохраняется так называемое «тело костей», о котором можно рассуждать как о «легчайшем воздушном шарике, соединённом невидимой нитью со скелетом-якорем». И чтобы сохранить для потомков духовную энергию умершего человека, необходимо, чтобы «тело костей» находилось в определённой точке. В случаях, когда сохранить скелет не представлялось возможным, человека следовало кремировать по специальной процедуре: «Проще всего это достигалось, возлагая великого человека на костер живым, но были и другие методы…».
Крушин обзаводится шикарным особняком на Рублёвке. Через подставных лиц он оформляет на себя ЗАО «Дорожный Сервис», занимающееся изготовлением «лежачих полицейских». По настоянию Крушина в лежачие полицейские начинают подмешивать некий порошок под видом экологической добавки. Затем Крушин берёт под контроль процесс установки этих искусственных неровностей, он размещает их на улицах по специальному топографическому плану.
В ГАИ распространяется слух о нетрадиционной сексуальной ориентации Крушина, а также о том, что лишь один раз приехав в его особняк на свидание, можно получить перевод в Сочи и служебную квартиру. И, как следовало из приказов, таким образом в Сочи и его окрестности было переведено 180 человек. Якобы уехавших в Сочи гаишников с тех пор никто не видел и вскоре началось расследование. Не дожидаясь его окончания, Крушин стреляется перед камерой.
В финале выясняется, что Крушин усыплял в своём особняке приехавших на свидание инспекторов ГАИ, а затем заживо кремировал их в приобретённом у военных передвижном блоке для сжигания трупов животных. Прах своих жертв Крушин добавлял в лежачих полицейских. «Вроде бы он собирался продублировать с помощью некромодулей одно руническое предсказание про будущее Гардарики… Придумали специальную схему, как выкладывать модули с помощью расположенных на соседних улицах и переулках „лежачих полицейских“. Работали по GPS и „Гугл-мэпс“».

## Особенности
В рассказе высмеиваются российские политические пиарщики. В частности там под слегка изменёнными именами фигурируют Глеб Павловский, Александр Дугин и Марат Гельман.
«Некромент» перекликается с ранним рассказом Пелевина «Мардонги». В обоих произведениях центральной темой является культ смерти, который исповедуют главные герои: Крушин в «Некроменте» и Антонов в «Мардонгах». Схожими являются и финалы произведений: главные герои умирают, лежачий полицейский с прахом Крушина устанавливают на неизвестной дороге, а мардонг Антонова (замурованный труп) — на 39 километре Можайского шоссе. Одной из особенностей рассказа «Некромент» является соединение реальности и абсурда. Безумные вещи подаются почти обыденным журналистским тоном, мистическая философия соседствует с обыденными бытовыми деталями. Схожий приём был использован в «Мардонгах», где о безумных идеях Антонова рассказывается сухим научным текстом.
В то же время между «Некроментом» и «Мардонгами» имеется ряд существенных различий. Если рассказ «Некромент» относится скорее к коммерческой литературе, то «Мардонги» ближе к литературе элитарной. Герои рассказов имели ряд различий. Антонов являлся главой секты, а Крушин — лишь последователем Дупина. Антонов критически относился к убийству и самоубийству, а Крушин убивал людей и покончил жизнь самоубийством. Антонов являлся теоретиком учения, а Крушин стал воплощать философию смерти на практике. «Некромент», в отличие от «Мардонгов», привязан к конкретному времени и месту.

## Критика
По мнению журналиста Андрея Быстрицкого, идея о современном Жиле де Ре, убивающем гаишников и делающим из них «лежачих полицейских», топорна и удручающе проста. И чтобы рассказ не казался пустышкой, Пелевин вынужден был ввести в него узнаваемых персонажей из современной российской действительности. «А без них что? Ничто. Натянутая история из жизни сумасшедших.».
По мнению писателя Дмитрия Быкова, рассказ «Некромент» нельзя воспринимать всерьёз, при его прочтении возникает чувство неловкости.